# 依納爵·伯鐸八世
依納爵·伯鐸八世·阿達拉哈德（英語：Ignatius Peter VIII Abdalahad；1930年6月30日—）是天主教敘利亞籍宗主教。也是前前敘利亞禮安提阿宗主教。

## 生平
阿達拉哈德出生於1930年6月30日，敘利亞北部阿勒頗省的首府阿勒頗。於1954年10月17日晉鐸。1978年至1991年間擔任敘利亞禮耶路撒冷宗主教代表，負責管理耶路撒冷、巴勒斯坦和約旦教務。1991年，成立敘利亞禮耶路撒冷宗主教代牧區，他也同時被任命為首任宗主教代牧。
他在1996，被時任宗主教依納爵·安東尼二世·希耶任命為領銜主教，並繼續留任耶路撒冷宗主教代牧區宗主教代牧。1997年6月21日晉牧就職。
於2001年2月16日，阿達拉哈德被敘利亞禮天主教會主教會議選為敘利亞禮安提阿宗主教。同月20日，他被時任教宗若望保祿二世確認為安提阿宗主教。
2008年2月2日，辭去敘利亞禮宗主教的職務。2009年1月20日，當選的依納爵·尤素福三世接替出任宗主教的職務。